# Girl in the News
Girl in the News is een Britse thriller uit 1940 onder regie van Carol Reed.

## Verhaal
Na het verdachte overlijden van een oudere patiënt wordt de ziekenzuster Anne Graham terecht vrijgesproken. Ze verandert haar naam en gaat de rolstolpatiënt Edward Bentley verplegen. Anne ontdekt al spoedig dat de vrouw van Edward een affaire heeft met de huisknecht en dat het tweetal een snood plannetje heeft bekokstoofd.

## Rolverdeling
| Acteur            | Personage             |
| ----------------- | --------------------- |
| Margaret Lockwood | Anne Graham           |
| Barry K. Barnes   | Stephen Farringdon    |
| Emlyn Williams    | Tracy                 |
| Roger Livesey     | Bill Mather           |
| Margaretta Scott  | Judith Bentley        |
| Wyndham Goldie    | Edward Bentley        |
| Basil Radford     | Dr. Threadgrove       |
| Irene Handl       | Gertrude Mary Blaker  |
| Mervyn Johns      | James Fetherwood      |
| Betty Jardine     | Elsie                 |
| Kathleen Harrison | Kok                   |
| Felix Aylmer      | Officier van justitie |